# Rapier (missile)

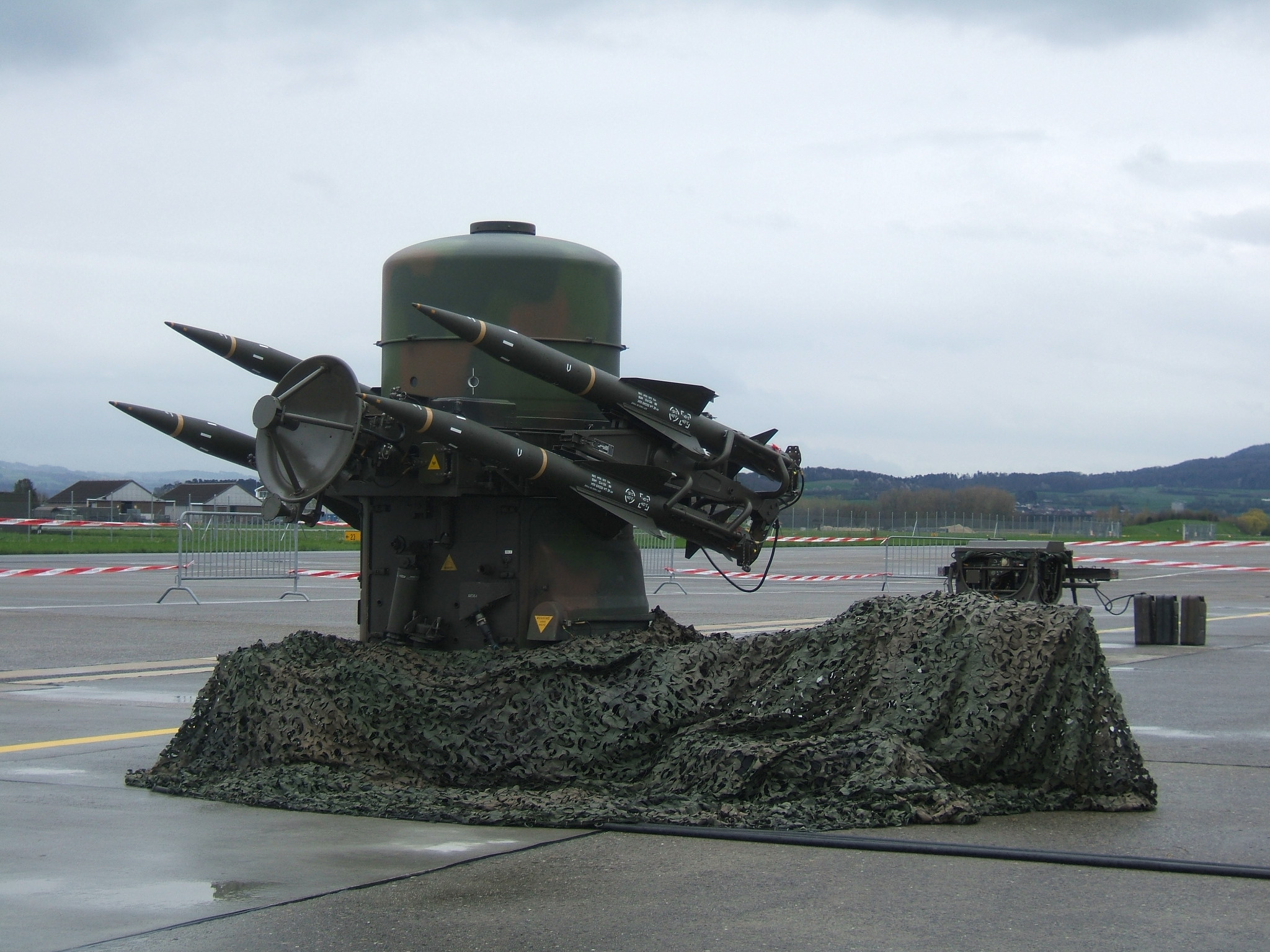
Rapier svizzero

Il Rapier è un missile terra-aria in servizio dagli anni '70 nelle forze armate britanniche, dove ha gradualmente sostituito tutti gli altri sistemi antiaerei. Il missile usa un razzo a due stadi a propellente solido, è in grado, di raggiungere la velocità di Mach 2.2 ed ha una testata semi-perforante con spoletta di prossimità.
Il sistema Rapier può essere trasportato sia su rimorchio trainato, con un lanciatore da quattro missili, sia su un apposito veicolo cingolato (Tracked Rapier) sviluppato a partire dall'M113 e con un lanciatore da otto missili. 

## Utilizzatori

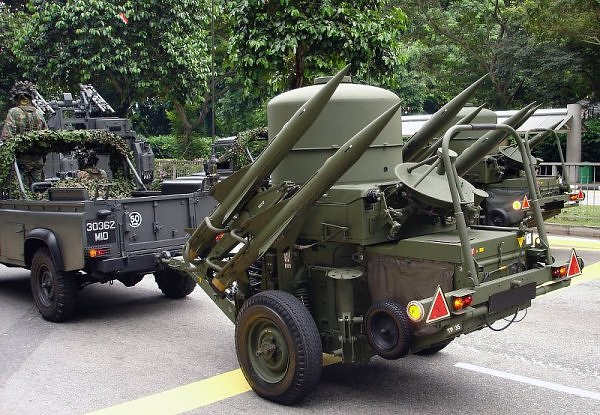
Un Rapier trainato delle forze armate di Singapore.

Iran
 Indonesia
 Kenya
 Malaysia
 Oman
 Singapore
 Svizzera
 Turchia
 Emirati Arabi Uniti
 Regno Unito
 Zambia